# إبيرد
إبيرد هو موقع ويب من نوع قاعدة بيانات حيوية وقاعدة بيانات على النت ومشروع علمي مواطني أنشئ في 2002، الموقع ملك مختبر كورنيل لعلم الطيور ‏، وهو متوفر بعدة لغات.

## وصلات خارجية
- الموقع الرسمي